# Dactylorhiza hatagirea
Dactylorhiza hatagirea är en orkidéart som först beskrevs av David Don, och fick sitt nu gällande namn av Károly Rezsö Soó von Bere. Dactylorhiza hatagirea ingår i Handnyckelsläktet som ingår i familjen orkidéer. Inga underarter finns listade i Catalogue of Life.

## Bildgalleri

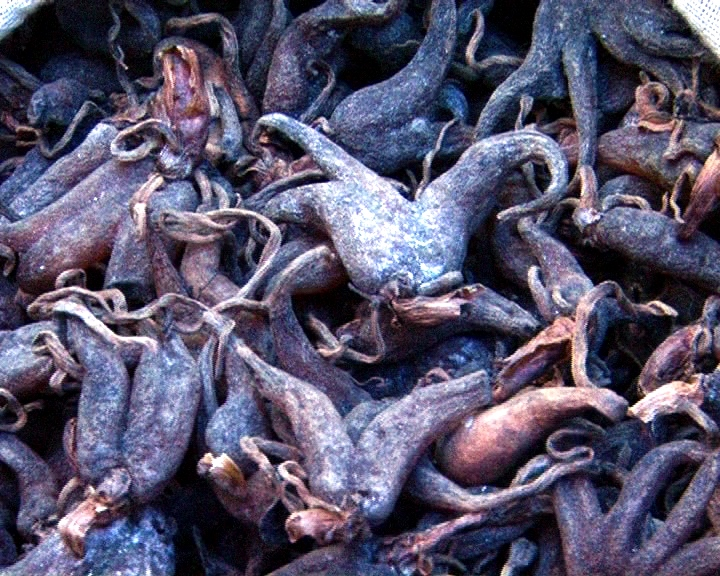